# 張應𣈂
張應望（？—？），字汝遠，號凝益，應天府高淳县人，明朝政治人物。

## 生平
萬曆十九年（1591年）辛卯科應天鄉試。萬曆二十年（1592年），聯捷壬辰科第三甲第一百六十三名進士，仕浙江烏程縣知縣。二十二年因范應期自殺案被遣戍充軍。

## 家族
曾祖張琪；祖父張傑；父張謙。